# Sandra Benad
Sandra Benad (9 de mayo de 1973) es una deportista alemana que compitió en esgrima, especialista en la modalidad de sable.
Ganó dos medallas de bronce en el Campeonato Mundial de Esgrima, en los años 2000 y 2001, y dos medallas en el Campeonato Europeo de Esgrima de 2001.

## Palmarés internacional
| Campeonato Mundial | Campeonato Mundial  | Campeonato Mundial | Campeonato Mundial |
| Año                | Lugar               | Medalla            | Prueba             |
| ------------------ | ------------------- | ------------------ | ------------------ |
| 2000               | Budapest (Hungría)  | Medalla de bronce  | Sable individual   |
| 2001               | Nimes (Francia)     | Medalla de bronce  | Sable por equipos  |
| Campeonato Europeo |                     |                    |                    |
| Año                | Lugar               | Medalla            | Prueba             |
| 2001               | Coblenza (Alemania) | Medalla de oro     | Sable por equipos  |
| 2001               | Coblenza (Alemania) | Medalla de plata   | Sable individual   |